# Acrocercops strophala
Acrocercops strophala là một loài bướm đêm thuộc họ Gracillariidae. Nó được tìm thấy ở Ấn Độ (Assam, Maharashtra, Meghalaya), Indonesia (Java), Samoa, Guadalcanal và Sri Lanka.
Ấu trùng ăn Glochidion lanceolarium. Chúng ăn lá nơi chúng làm tổ.